# Botlhapatlou
Botlhapatlou est une ville du Botswana.